# Ekebergia pterophylla
Ekebergia pterophylla är en tvåhjärtbladig växtart som först beskrevs av C. Dc., och fick sitt nu gällande namn av Hofmeyr. Ekebergia pterophylla ingår i släktet Ekebergia och familjen Meliaceae. Inga underarter finns listade i Catalogue of Life.